# ブリース・ホール
ブリース・ホール（Breece Hall, 2001年5月31日 - ）は、アメリカ合衆国ネブラスカ州オマハ出身のプロアメリカンフットボール選手。NFLのニューヨーク・ジェッツに所属している。ポジションはランニングバック。

## 大学時代

### 1年生
デビッド・モンゴメリーがNFLに入団する為、大学を巣立ったのち、ホールは1年生シーズンからチームの先発ランニングバックを担うこととなった。その後、ウェストバージニア州立大学戦での132ラン獲得ヤード、3ラン獲得タッチダウンを記録し、週間最優秀新人賞に選ばれるなど、大きな活躍を見せた。また、翌週には、ランプレーで183ヤード、2回のタッチダウンを記録、パスでは3回のキャッチで73ヤードを記録し、2週連続で週間最優秀新人賞に選ばれた。最終的に、シーズンを通して、ランで、897ヤード、9回のタッチダウンを記録、パスでは、23回のキャッチで252ヤード、1タッチダウンを記録し、オールビッグ12カンファレンスの第2チームに選ばれた。

### 2年生
2年目シーズンになると、8試合連続で100ヤード以上のラン獲得ヤードを記録した。また、279回のキャリーで1,572ヤード、21回のタッチダウンを記録し、FBSトップの成績を残した。レシーブにおいても、23回のキャッチで180ヤード、2回のタッチダウンを記録した。その活躍が評価され、オールビッグ12カンファレンスの第1チーム、ビッグ12カンファレンス年間最優秀攻撃選手賞に選ばれ、学校史上初のオールアメリカンの第1チームに選ばれた。

### 3年生
3年目の2021年には、ランで1,472ヤード、レシーブで302ヤード、合計23回のタッチダウンを記録した。シーズン終了後、4年目シーズンはプレーせず、2022年のNFLドラフトに参加することを発表した。

### 大学時代の通算成績
| アイオワ州立大学 | アイオワ州立大学 | アイオワ州立大学 | アイオワ州立大学 | アイオワ州立大学 | アイオワ州立大学 | アイオワ州立大学 | アイオワ州立大学 | アイオワ州立大学 | アイオワ州立大学 |
| 年度             | 出場             | ラッシュ         | ラッシュ         | ラッシュ         | ラッシュ         | レシーブ         | レシーブ         | レシーブ         | レシーブ         |
| 年度             | 出場             | 回数             | 獲得ヤード       | 平均獲得ヤード   | TD               | 回数             | 獲得ヤード       | 平均獲得ヤード   | TD               |
| ---------------- | ---------------- | ---------------- | ---------------- | ---------------- | ---------------- | ---------------- | ---------------- | ---------------- | ---------------- |
| 2019             | 12               | 186              | 897              | 4.8              | 9                | 23               | 252              | 11.0             | 1                |
| 2020             | 12               | 279              | 1,572            | 5.6              | 21               | 23               | 180              | 7.8              | 2                |
| 2021             | 12               | 253              | 1,472            | 5.8              | 20               | 36               | 302              | 8.4              | 3                |
| キャリア         | 36               | 718              | 3,941            | 5.5              | 50               | 82               | 734              | 9.0              | 6                |

## プロキャリア

### ニューヨーク・ジェッツ
| 5 ft 11+1⁄4 in (181 cm)     | 217 lb (98 kg) | 31+1⁄4 in (79 cm) | 9+3⁄4 in (25 cm) | 4.39 s | 1.52 s | 2.55 s | 40.0 in (102 cm) | 10 ft 6 in (3.20 m) |
| All values from NFL Combine |                |                   |                  |        |        |        |                  |                     |

2022年のNFLドラフト2巡全体36位指名でニューヨーク・ジェッツに指名された。

#### 2022年シーズン
2022年シーズンの第1週のボルチモア・レイブンズ戦でNFL初出場を果たした。 翌週のクリーブランド・ブラウンズ戦では、クォーターバックのジョー・フラッコからの10ヤードのパスをレシーブし、キャリア初のタッチダウンを記録した。第5週のマイアミ・ドルフィンズ戦では、ランで97ヤード、レシーブで100ヤード、1タッチダウンを記録した。第6週のグリーンベイ・パッカーズ戦では、20キャリーで116ヤード、2回のキャッチで5ヤード、1タッチダウンをあげ、FedExエアアンドグランドプレーヤー賞とペプシNFL週間最優秀新人賞に選ばれた。
第7週のデンバー・ブロンコス戦では、72ヤード、1タッチダウンを記録したが、第2クオーターにACLと半月板を損傷した。その後、2022年10月25日に負傷者リストに入れられ、シーズンを終えた。

#### 2023年シーズン
全試合に出場して、ランニングバックとしてはリーグ2位となる1,585スクリメージヤードを記録した。

#### 2024年シーズン
シーズン終盤は膝の怪我に苦しみ、第14週のマイアミ・ドルフィンズ戦を欠場した。

## NFLキャリア成績

### 年度別成績
| 年度     | チーム   | 試合 | 試合 | ラン | ラン       | ラン           | ラン       | ラン | レシーブ | レシーブ   | レシーブ       | レシーブ   | レシーブ | ファンブル   | ファンブル |
| 年度     | チーム   | 出場 | 先発 | 回数 | 獲得ヤード | 平均獲得ヤード | 最長ヤード | TD   | 回数     | 獲得ヤード | 平均獲得ヤード | 最長ヤード | TD       | ファンブル数 | ロスト     |
| -------- | -------- | ---- | ---- | ---- | ---------- | -------------- | ---------- | ---- | -------- | ---------- | -------------- | ---------- | -------- | ------------ | ---------- |
| 2022     | NYJ      | 7    | 2    | 80   | 463        | 5.8            | 62         | 4    | 19       | 218        | 11.5           | 79         | 1        | 1            | 1          |
| 2023     | NYJ      | 17   | 16   | 223  | 994        | 4.5            | 83         | 5    | 76       | 591        | 7.8            | 50         | 4        | 2            | 0          |
| 2024     | NYJ      | 16   | 16   | 209  | 876        | 4.2            | 42         | 5    | 57       | 483        | 8.5            | 57         | 3        | 6            | 2          |
| NFL：3年 | NFL：3年 | 40   | 34   | 512  | 2,333      | 4.6            | 83         | 14   | 152      | 1,292      | 8.5            | 79         | 8        | 9            | 3          |